# Botulismus
Botulismus (z latinského botulus, „klobása“) je intoxikace (otrava) botulotoxinem, jedem produkovaným bakterií Clostridium botulinum. Je to zřídka se vyskytující, ale velmi vážné paralytické onemocnění. Bakterie C. botulinum je grampozitivní obligátně anaerobní sporulující tyčinka. Botulotoxin je jedním z nejsilnějších známých jedů – již přibližně jeden mikrogram je pro člověka smrtelný. Botulotoxin, resistentní k trávení, je snadno vstřebatelný střevní sliznicí. Po těle je rozváděn krví a lymfou, případně i podél nervů. Jako neurotoxin blokuje funkci nervů a vede k postupnému ochrnutí svalstva (včetně dýchacího) a smrti udušením za plného vědomí.

## Příznaky
Intoxikace botulotoxinem vede k blokádě neuromuskulárních plotének periferního nervového systému tím, že pozastavuje syntézu a uvolňování neuromediátoru acetylcholinu. Nedojde tedy k přenosu vzruchu do svalu. Na začátku bývají přítomny pocení, zvracení a bolesti břicha. Postižení nervových vláken se navenek projeví jako periferní obrny okohybných svalů a očních víček (ptóza víček), špatným zaostřováním, dále pak jako paralýzy horních končetin, dolních končetin a jiných svalů. Časté je špatné polykání a ztížená artikulace. Postižení se týká také vegetativních nervů, které se projeví suchem v ústech, někdy zácpou (zástava střevní peristaltiky) a poruchami močení. Projevuje se únava a vyčerpání. Sníženy jsou i reflexní děje. Nakonec jsou zasaženy životně důležité dýchací svaly, zejména bránice. Smrt nastává udušením za plného vědomí, neboť vědomí a citlivost zůstávají nezměněny.

## Typy botulismu
Existují tři hlavní druhy botulismu:
- Potravinový botulismus (alimentární botulismus) je způsobován požitím potravin obsahujících botulotoxin.
- Kojenecký botulismus (též střevní botulismus) velmi vzácný, způsobovaný požitím spor C. botulinum, které pak rostou v střevech kojenců a uvolňují toxin. Zdrojem bývá med.[1]
- Ranný[2] botulismus je nejméně častý a způsobuje ho toxin tvořený v ráně infikované bakterií C. botulinum. Objevuje se například u narkomanů.

## Léčba
Všechny formy botulismu mohou být smrtelné a vždy vyžadují okamžitou lékařskou péči. Botulismus z potravin může být extrémně nebezpečný pro veřejné zdraví, protože z jednoho kontaminovaného zdroje se může otrávit větší množství lidí. Terapie se musí zahájit včas antitoxinem, který je buď homologní (proti jednomu typu toxinu) nebo polyvalentní (proti více typům toxinů). Polyvalentní je méně účinný, rozhoduje včasnost podání. U těch, kteří otravu přežijí, dochází k úpravě stavu do 6–8 měsíců, jen co se týče svalů, vegetativní poruchy jako zácpy a ztížené močení apod. nadále přetrvávají. Člověk se cítí i nadále celkově slabý.

## Zajímavost
Bakterie botulismu, cholery a anthraxu dokážou zničit mrchožraví ptáci, supi, díky svému metabolismu. Supí žaludek obsahuje natolik silné kyseliny, že uvedené bakterie likvidují.